# Мусатов, Леонид Николаевич
Леони́д Никола́евич Муса́тов (22 июня 1921, Курск — 1 мая 2001, Москва, Российская Федерация) — советский дипломат. Чрезвычайный и полномочный посол.

## Биография
Сразу по окончании в 1939 году средней школы в рабочем посёлке Карсун Куйбышевской области (с 1943 – Ульяновская) назначен заведующим отделом Карсунского райкома комсомола. С 1940 – первый секретарь райкома ВЛКСМ соседнего Астрадамовского района.
Член ВКП(б) с июля 1940. Окончил Высшую дипломатическую школу МИД СССР (1964). На дипломатической работе с 1964 года.
- В 1957–1962 годах — второй секретарь Ульяновского областного комитета КПСС.
- В 1964—1965 годах — советник-посланник посольства СССР в Гвинее.
- С 28 декабря 1965 по 6 мая 1970 года — чрезвычайный и полномочный посол СССР в Мали[1].
- В 1970—1973 годах — на ответственной работе в центральном аппарате МИД СССР.
- С 23 октября 1973 по 26 апреля 1978 года — чрезвычайный и полномочный посол СССР в Гвинее[2].
- С 25 апреля 1974 по 11 февраля 1975 года — чрезвычайный и полномочный посол СССР в Гвинее-Бисау по совместительству[3].
- В 1978—1980 годах — на ответственной работе в центральном аппарате МИД СССР.
- С 7 июня 1980 по 20 октября 1986 года — чрезвычайный и полномочный посол СССР на Мадагаскаре[4].

## Награды
- Орден Красной Звезды (27 марта 1944)
- Медаль «За победу над Германией в Великой Отечественной войне 1941—1945 гг.» (9 мая 1945)
- Орден «Знак Почёта» (17 ноября 1945)
- Орден Дружбы народов (22 июня 1981)